# Ginés Vázquez de Mercado
Ginés Vázquez de Mercado (provincia? de Extremadura ? - ?) fue un explorador y militar español.

## Biografía
Nació en Talavera de la Reina, provincia de Toledo, actual comunidad autónoma de Castilla-La Mancha, en fecha que no ha sido posible precisar, pero se puede estimar que habría sido por los años de 1500-1503. Siendo sobrino y yerno de don Bernardino Vázquez de Tapia, uno de los soldados españoles que acompañaron a Cortés en la conquista de México, desde muy temprana edad se trasladó a la Nueva España, lo cual habría sido por el año de 1520. Fue uno de los primeros pobladores en lo que fue la primera fundación de la ciudad de Guadalajara, que se hizo en la Mesa del Cerro (a la orilla del río Nochistlán, en la que luego pasó a ser Provincia del Teúl, hoy conocida como San Juan. Se fundó el 5 de enero de 1532, y en ella llegó a ser propietario de varias casas, mientras que había llegado a ser propietario de algunas minas en la región de Tecolotlán, que se localiza al centro-oeste del actual Estado de Jalisco.
Por sus minas, su localización, denuncio y posesión, que logró por la influencia de su tío, logró una muy buena posición social, lo que le permitió casarse con doña Ana Vázquez de Tapia; por lo mismo recibió de su tío la cantidad de 60,000 pesos como dote, además de las minas de Tepic de las de doña Ana era propietaria.
Los oidores de Compostela hoy Tepic, confiaron a don Ginés la conquista de la comarca ubicada al Norte de Nueva Galicia. Se le extendieron sus despachos nombrándolo Capitán General y con tal carácter, regresó a Guadalajara para organizar su expedición.
Fue a Nueva España a ser responsable de la exploración del territorio al norte de Jalisco. Entró primero a Zacatecas, y en la ciudad de Teúl se encontró con unos viajeros perdidos que le dijeron que al oeste se encontraba un valle muy exuberante. Se dirigió hacia ese lugar, pasando por una región que denominaron los españoles como Nombre de Dios, en el actual estado de Durango. Se le unió una multitud de indígenas, que lo siguió hasta llegar al valle, que llamó Valle de Guadiana.
Siguió la exploración, y al llegar al cerro que ahora lleva su nombre, el Cerro de Mercado, llevó a cabo de forma simbólica la fundación de la Ciudad de Durango. Ese mismo día fue atacado por unos 500 indios tepehuanes, resultando inútil la resistencia de su tropa constituida por unos 100 hombres y sus aliados indígenas, que huyeron del lugar.
Esto sucedió a principio de 1553 y su cadáver fue sepultado en el Convento de San Francisco de Juchipila, Estado de Zacatecas.
El cerro que descubrió lleva su nombre. En la ciudad de Durango, una escuela primaria se denomina “Ginez Vázquez de Mercado”.
- Datos: Q5880034